# Corfu (eiland)
Corfu of Korfoe (Grieks: Κέρκυρα, Kerkura/Kerkira/Kerkyra) is het noordelijkst gelegen Griekse eiland in de Ionische Zee. Het behoort met onder meer Zakynthos en Kefalonia tot de Ionische Eilanden in Griekenland. Corfu heeft circa 113.000 inwoners, van wie ongeveer een derde in de gelijknamige hoofdstad woont. Het eveneens gelijknamige departement omvat het eiland Corfu en enkele andere eilanden.

## Geografie en toerisme
Corfu ligt in het noordwesten van Griekenland, zo noordelijk dat het deels voor de kust van Albanië en deels voor die van Griekenland zelf ligt. De kortste afstand tot Albanië is slechts twee kilometer. De hoofdstad van het eiland is het gelijknamige Corfu of Kerkyra, dat aan de oostkust van het eiland ligt.
De kust is veelal rotsachtig. In de vele baaien vindt men grindstranden. Dat is een van de redenen waarom snorkelen populair is op Corfu. Het hoogste punt van het eiland is de 906 meter hoge Pantokrator. Vanwege de relatief hoge hoeveelheid neerslag is het eiland groen en heeft het een mild klimaat. Het is een populaire vakantiebestemming. Over het eiland loopt van noord naar zuid de Corfu Trail, een wandelroute die o.a. de hoofdplaats aandoet en verschillende afgelegen bijzondere locaties.
Op veel plaatsen komen olijfbomen voor. Tijdens de Venetiaanse tijd was de behoefte van de Venetiërs aan olie groot, waarop ze bewoners een premie van tien goudstukken beloofden voor elke honderd olijfbomen die geplant werden. De bewoners plantten vervolgens op elk vrij stukje land olijfbomen. In de 21e eeuw vormt olijfolie een belangrijk product op Corfu. Vóór de opkomst van het massatoerisme werd de prijs van de grond op het eiland voornamelijk bepaald door het aantal olijfbomen. De olijven worden op Corfu geoogst door grote netten op de grond onder de bomen uit te rollen en twee tot driemaal per week de afgevallen rijpe olijven te verzamelen. Olijfbomen op Corfu hebben karakteristieke gaten in de stam die zouden worden veroorzaakt door een parasitair insect. Dit verandert niets aan de kwaliteit van de olijven.

## Etymologie
In de Oudheid werd het eiland genoemd:
- Makris (lang, Macris was ook de door Hera uit Abantiaans Euboea verbannen dochter van de herder Aristaeus), vanwege de langwerpige vorm,
- maar ook Drepane (sikkel, van Cronos of Demeter),
- Scheria ('daar godin Demeter zeegod Poseidon verzocht de aanvoer van slib van het tegenoverliggende vasteland te stoppen opdat het eiland niet aan het vasteland van Epirus zou vastgroeien'[2]),
- Argos e.a.
- De naam Kerkyra komt van de nimf Kerkyra, dochter van de rivier Asopus en beminde van Poseidon. Uit hun liefde werd Phaeacus geboren, de stamvader van de Faiaken en het eiland werd het eiland der Faiaken. Kerkyra zou etymologisch ook verbonden zijn met de godheid Gorgo.
- In de Byzantijnse tijd werd het eiland Koryfo genoemd, van de dikorfi (met twee toppen) Acropolis (bovenstad), die op een plek vóór de huidige stad gelegen was. Van Koryfo is het Latijnse Corfu en Korfoe afkomstig.

## Mythe

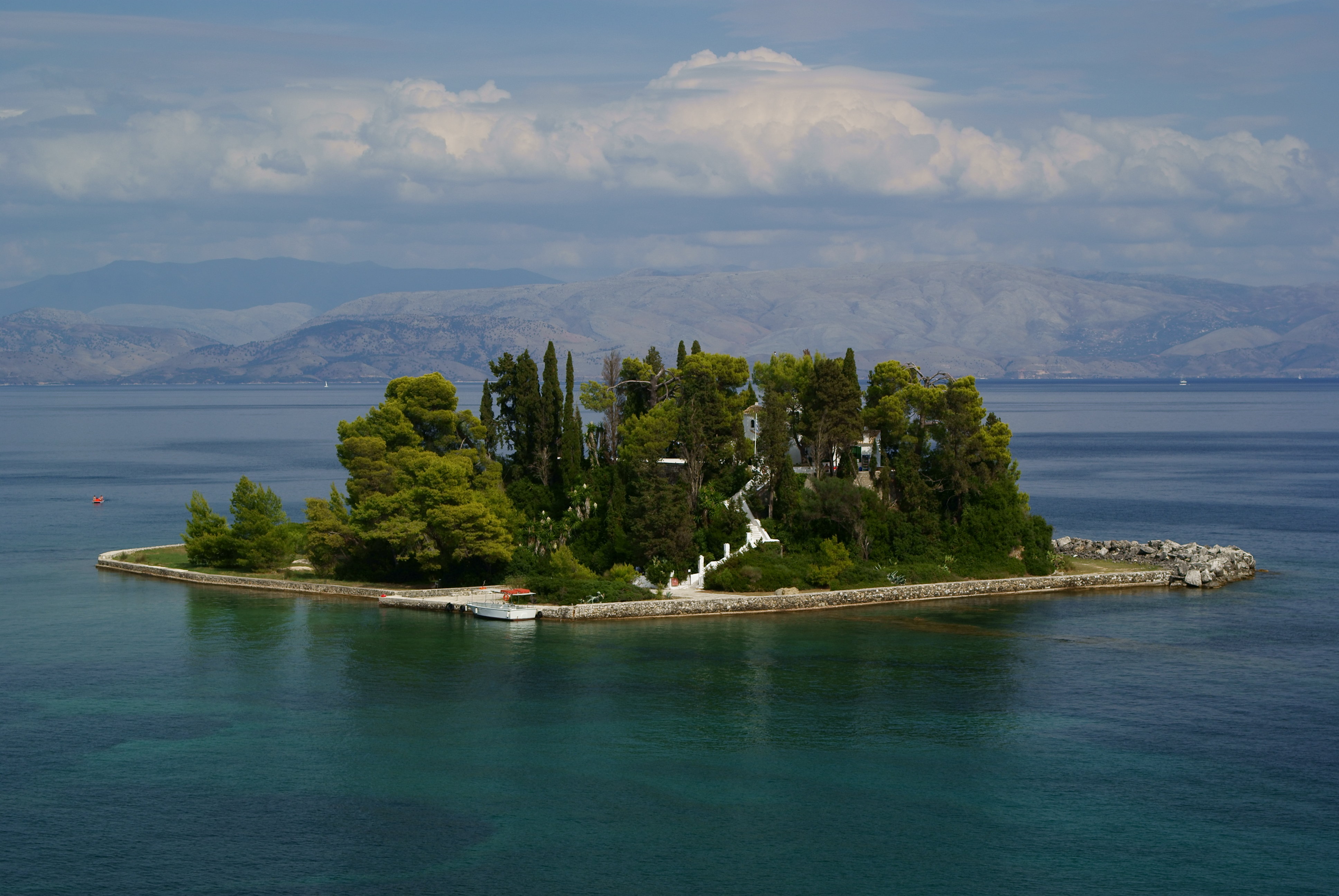
Pontikonisi (muizeneiland), het veronderstelde Faiaakse schip dat Odysseus naar Ithaka bracht, maar daarvoor door Poseidon gestraft en versteend werd. Het Byzantijnse klooster Pantocrator op het eiland stamt uit de 12e eeuw

Homeros heeft het in zijn Odyssee over het eiland Scheria, waar Odysseus aanspoelde en door de prinses Nausikaä naar het hof van koning Alcinoüs en koningin Arete van de Faiaken wordt gebracht. De Faiaken, beroemd om hun scheepsbouw, brengen Odysseus terug naar Ithaka. Op de terugweg naar Scheria neemt Poseidon wraak op het schip en doet het verstenen. Het zou nu het eiland Pontikonisi zijn, waar het 12e-eeuwse Byzantijnse kerkje Pantocrator staat. De magische tuinen van Alcinouüs zouden zich in Benitses hebben bevonden. Daar zijn ook resten van mozaïekvloeren van Romeinse badhuizen gevonden. 
Apollonius van Rhodos laat, volgens een versie van de route, Jason en Medea met het argonautenschip en gulden vlies, vanaf de zee van Sicilië, een bezoek brengen aan Drepane in de Ceraunische Zee bij de Ionische Straat, wat net als Scheria verondersteld is Corfu te zijn. De Argonauten landen in de haven van Hyllus en brengen, net als Odysseus, een bezoek aan het hof van Alcinoüs en Arete.

## Geschiedenis

### Prehistorie
De ligging van het eiland, de rijkdom en activiteit van de bevolking, hebben het al sinds de prehistorie tot centrum van zeevaart en handel gemaakt. Er zijn vondsten gedaan uit de vroege steentijd, 70.000-40.000 v.Chr., in een grot in de berg bij Agios Matheos, vlak bij de Byzantijnse vesting van Gardiki. Aan de noordkust, bij Sidari, werden restanten gevonden van een nederzetting uit het begin van de late steentijd. In de omgeving van Kefali, Afiona en Ermones zijn nederzettingen ontdekt uit het 2e millennium v.Chr. (bronstijd).

### Griekse Oudheid
Eretriërs uit Euboea stichtten de eerst bekende Griekse nederzetting ca. 775-750 v.Chr. Tot dan toe was het eiland door Illyrische volken bewoond. 
Het eiland werd in de 8e eeuw v.Chr. door Korinthiërs gekoloniseerd. De Korinthische veroveraar Chersicrates was een actief koning op Corfu. In 644 v.Chr. vond een zeeslag plaats tussen Korinthe en Corfu, de oudst bekende zeeslag tussen Oude Griekse machten. Corfu kwam er als winnaar uit tevoorschijn. Opnieuw leverden ze slag in de Slag van Actium, waarbij Corfu de overwinnaar werd. In de Peloponnesische Oorlog kregen de Atheners steun van Corfu.
In het Archeologische Museum in Kerkyra zijn resten van een fries tentoongesteld van de westgevel van een Artemistempel (ca. 590 v.Chr.), met de gorgoon Medusa, geflankeerd door twee panters en haar kinderen Pegasus en Chrysaor. De oude hoofdstad bevond zich ten zuiden van het huidige Kerkyra, op het schiereiland Kanoni (vernoemd naar de kanonnen van de Fransen). Er waren twee havens in de Oudheid.
In 375 v.Chr. organiseerden de Lacedaemonen een aanval tegen Corfu, maar die werd met hulp van Athene afgeslagen. Pyrros werd de nieuwe heerser over het eiland. Zijn aanval op Sicilië mislukte.

### Romeinse tijd
Koningin Teute van de Illyriërs belegerde Corfu en de eilanders gaven zich in 229 v.Chr. over. Corfu vroeg de Romeinen om hulp. Consul Fulvius bevrijdde Corfu. Er werd een alliantie met de Romeinen gesloten en hen werd autonomie verleend.

### Byzantijnse tijd
De predikers Jason en Sossipatros, leerlingen van de apostel Paulus, brachten in de eerste eeuw het christendom naar het eiland. In de 6e eeuw richtten de Vandalen van koning Jezerichus grote schade aan. Generaal Belisarius van Justinianus I maakte Corfu tot zijn legerbasis en organiseerde een serie aanvallen tegen de Vandalen uit Afrika. Tijdens Belissarius' tocht tegen het oosten, namen de Gothen vanuit Italië Corfu in. Corfu verzette zich begin 11e eeuw tevergeefs tegen de Normandiërs die het eiland als uitvalsbasis wilden gebruiken. In 1147 nam de Byzantijnse keizer Manuel I Comnenus met hulp van de Venetiaanse vloot Corfu in en verdreef de Normandiërs. In 1204 namen de Franken Constantinopel in en bij de verdeling kwam Corfu onder beheer van de Venetianen te vallen. In 1214 nam het despotaat Epirus (noordwest-Griekenland) onder leiding van graaf Michael I Angelos Corfu in, maar van 1267 tot 1386 was het eiland in handen van de Antegani's uit Napels. De Venetianen namen uiteindelijk vanaf 1386 de heerschappij weer in handen.

### Venetiaanse tijd
Van de 14e eeuw tot 18e eeuw (1386-1797) is Corfu onderdeel geweest van het rijk van de republiek Venetië. Het Venetiaanse bestuur werd georganiseerd naar het voorbeeld van het aristocratische politieke systeem van Venetië, met drie klassen: nobili (adel), civili (stadsbewoners) en popolari (gewone burgers). De invloed van de Venetiaanse aanwezigheid is nog zeer groot. Er zijn in de hoofdstad uit die tijd een Oude en Nieuwe Vesting. 

### Franse, Britse en Griekse tijd
Tijdens de napoleontische oorlogen werd het eiland afwisselend bezet door de Fransen en de Britten. Vanaf 1815 maakte het eiland deel uit van de Verenigde Staten van de Ionische Eilanden, een protectoraat van het Verenigd Koninkrijk, tot 1864 toen deze eilanden werden opgenomen in de nieuwe onafhankelijke staat Griekenland. Onder meer op de architectuur, vooral in de hoofdstad Corfu, hebben de verschillende machthebbers hun stempel gedrukt.

## Bezienswaardigheden
Naast de genoemde Oude en Nieuwe Vesting en het Archeologische Museum, is een van de toeristische attracties het Achilleion, een paleis dat tussen 1890 en 1892 werd gebouwd door de Oostenrijkse keizerin Elisabeth (Sisi). Het neoklassieke gebouw werd door de keizerin vernoemd naar haar klassieke held Achilles. Later werd het door de Duitse keizer Wilhelm II gekocht, die er een nieuw beeld van Achilles liet neerzetten. Hij bouwde ook aan de kust een brug om gemakkelijk het Achilleion te kunnen bereiken, maar die ligt in puin.
De beschermheilige van Corfu is Spyridon van Tremithus, een Romeins bisschop uit Cyprus. Er is in de hoofdstad een kerk aan hem gewijd en voor Spyridon vinden er jaarlijkse processies plaats op het eiland. De Britten bouwden in 1819 een neoclassicistisch paleis in Kerkyra (Sint Michaël en Sint Joris paleis), dat later dienst deed als zomerverblijf van de Griekse koninklijke familie en waar thans het Aziatische Museum is gevestigd.
Naast deze bezienswaardigheden biedt Corfu nog meer historische en culturele hoogtepunten. Het Liston, een promenade geïnspireerd door de Rue de Rivoli in Parijs, is een iconisch deel van Corfu-stad, waar bezoekers uitzicht hebben op het Spianadaplein, het grootste plein van Griekenland. 
Ook het Mon Repos, een voormalig zomerverblijf van de Griekse koninklijke familie en de geboorteplaats van prins Philip, is een bezoek waard vanwege de tuinen en het historische museum. Verder is het Angelokastro, een Byzantijns kasteel dat uitkijkt over de Ionische Zee, een populaire bestemming voor diegenen die geïnteresseerd zijn in de middeleeuwse geschiedenis en uitzichten over de omgeving. 

## Gemeenten
De gemeente Corfu (Kerkyra) is vanaf 2011 verdeeld in vijftien deelgemeenten (dimotiki enotita) volgens onderstaande tabel.
In 2001 is de laatste officiële volkstelling geweest.
| Gemeentelijke Eenheid | Griekse naam    | Inwoners 2001 |
| --------------------- | --------------- | ------------- |
| Agios Georgios        | Άγιος Γεώργιος  | 4.958         |
| Achilleio             | Αχίλλειο        | 10.319        |
| Ereikousa             | Ερείκουσα       | 698           |
| Esperion              | Εσπερίων        | 8.136         |
| Faiakes               | Φαίακες         | 6.488         |
| Kassopaia             | Κασσωπαία       | 2.787         |
| Corfu (Kerkyra)       | Κέρκυρα         | 39.487        |
| Korissia              | Κορισσία        | 5.206         |
| Lefkimmi              | Λευκίμμη        | 6.704         |
| Mathraki              | Μαθράκι         | 297           |
| Meliteieis            | Μελιτειείς      | 6.690         |
| Othonoi               | Οθωνοί          | 663           |
| Palaiokastritsa       | Παλαιοκαστρίτσα | 4.395         |
| Parelioi              | Παρέλιοι        | 7.197         |
| Thinali               | Θινάλι          | 5.512         |

## Verkeer en vervoer
De luchthaven van Corfu is luchthaven Korfoe Ioannis Kapodistrias.
Men kan andere eilanden bezoeken vanuit de haven van de stad Corfu of vanuit die van Lefkimmi, dat zuidelijker ligt. De reis per schip naar het Griekse vasteland, naar de havenstad Igoemenitsa, is korter vanuit Lefkimmi.
Per bus kan men reizen met de blauwe en de groene bussen. De groene bussen rijden naar verder gelegen plaatsen op het eiland, terwijl de blauwe bussen worden gebruikt voor Corfu-stad en omgeving.

## Klimaat
| Maand               | Jan | Feb | Maa  | Apr  | Mei  | Jun  | Jul | Aug  | Sep  | Okt | Nov | Dec | Jaar |
| ------------------- | --- | --- | ---- | ---- | ---- | ---- | --- | ---- | ---- | --- | --- | --- | ---- |
| Gem. Temperatuur °C | 10  | 10  | 12   | 15   | 20   | 24   | 26  | 26   | 23   | 18  | 14  | 11  | 17   |
| Hoogste gem. °C     | 14  | 14  | 16   | 19   | 24   | 28   | 31  | 31   | 28   | 23  | 19  | 15  | 22   |
| Laagste gem. °C     | 5   | 6   | 7    | 9    | 13   | 16   | 18  | 19   | 17   | 13  | 10  | 7   | 12   |
| Neerslag in mm      | 137 | 125 | 98.1 | 66.7 | 37.0 | 14.1 | 9.2 | 19.0 | 81.3 | 138 | 187 | 186 | 91.5 |

Bron: Hellenic National Meteorological Service

## Geboren
- Ioannis Kapodistrias (1776-1831), president van Griekenland
- Augustinos Kapodistrias (1778-1857), president van Griekenland
- Albert Cohen (1895-1981), joods in het Frans schrijvend auteur
- Philip Mountbatten (1921-2021), prins van het Verenigd Koninkrijk en hertog van Edinburgh
- Prinses Alexia van Griekenland en Denemarken (1965), dochter van Constantijn II van Griekenland en Anne Marie van Denemarken
- Vicky Leandros (1949), Duits-Griekse zangeres
- Sakis Rouvas (1972), Grieks zanger

Corfu · Ithaka · Kefalonia · Lefkada · Zakynthos